# ピエール＝ルイ・ディーチュ
ピエール＝ルイ＝フィリップ・ディーチュ（Pierre-Louis-Philippe Dietsch 1808年3月17日 - 1865年2月20日）は、フランスの作曲家、指揮者。ジャック・アルカデルトの『アヴェ・マリア』として選集に加わることの多い楽曲によっておそらく最もよく知られている。これは彼がアルカデルト作曲の3声のマドリガル『Nous voyons que les hommes』を大まかに編曲したものである。

## 生涯
ディーチュはディジョンに生まれた。フランソワ＝ジョゼフ・フェティスによれば、ディーチュはディジョン大聖堂で少年合唱をしており、1822年からはパリに所在するアレクサンドル＝エティエンヌ・ショロンのInstitution Royale de Musique Classique et Religieuse（古典・宗教音楽のための王立学校）で学んだ。1830年にパリ音楽院に入学し、アントニーン・レイハの下で学んだ。科目にはコントラバスが入っており、彼はこの楽器および対位法で音楽院の1等賞を獲得している。その後、ショロンの学校の後継としてルイ・ニデルメイエールが音楽学校を開校すると、そこでディーチュは没するまで和声、対位法、フーガを教えた。
ディーチュは教会音楽に加えて1作のオペラ『幽霊船、または海の悪魔』（Le Vaisseau fantôme, ou Le Maudit des mers）を作曲しており、このオペラは1842年11月9日にパリのオペラ座で初演されている。ポール・フーシェとH.レヴォワルによるリブレットは、ウォルター・スコットの小説『海賊』及びフレデリック・マリアットの『幽霊船』、その他に基づくものであるが、リヒャルト・ワーグナーはこの作品がちょうど彼がオペラ座に売却したばかりだった『さまよえるオランダ人』のシナリオを下敷きにしたものだと考えた。ディーチュのオペラとワーグナーの作品の類似性はわずかであったものの、ワーグナーの主張はしばしば繰り返されることになる。ベルリオーズはディーチュの『幽霊船』を堅苦しすぎると捉えたが、他者の評はそれより好ましいものであった。
1840年、ディーチュはロッシーニの推挙によりオペラ座の合唱指揮者に就任した。1860年からはナルシス・ジラールの後任として指揮者となるが、当時の一流作曲家との諍いは避けるべくもなかった。ワーグナーは『タンホイザー』のオペラ座初演（1861年）の大失敗を指揮者のせいであると非難した。ディーチュは1863年にヴェルディの『シチリアの晩鐘』の稽古中に作曲者と言い争いになり、これによって職を辞している。
ディーチュはパリで56年の生涯を閉じた。

### アルカデルトの『アヴェ・マリア』

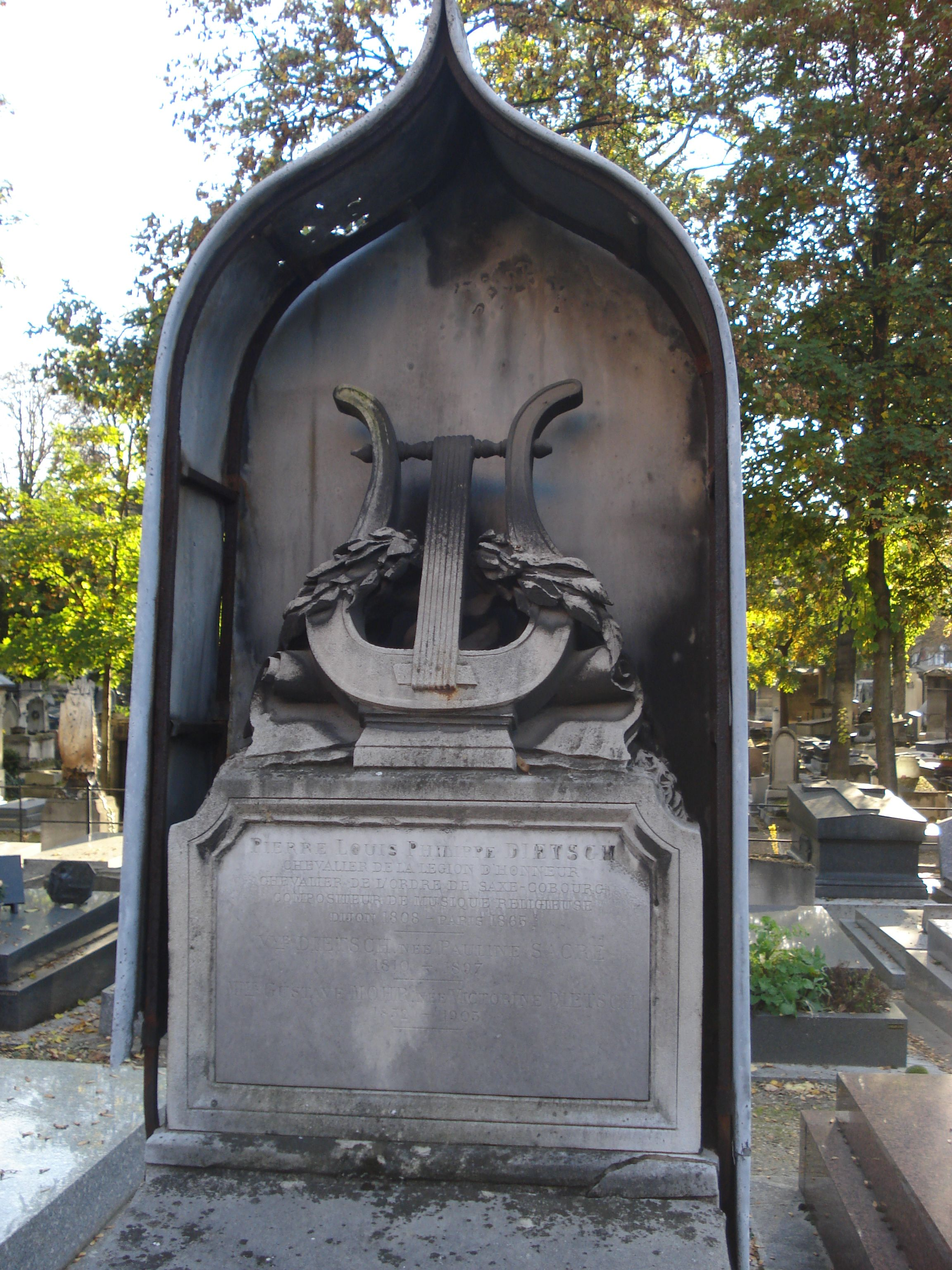
モンマルトル墓地にあるディーチュの墓。

ディーチュの作品で最もよく知られるのは、フランコ＝フレミッシュのルネサンスの作曲家ジャック・アルカデルトの作品として1842年に発表した『アヴェ・マリア』ではなかろうか。ディーチュはアルカデルトの4声の『アヴェ・マリア』を発見したとして本作を公表したが、実際はアルカデルトの3声の歌曲『Nous voyons que les hommes』をディーチュ自身が編曲したものだった。作品は人気を博し、フランツ・リストは1865年に『アルカデルトの《アヴェ・マリア》』と題したピアノ独奏用編曲（S.183）を出版、またカミーユ・サン＝サーンスが作曲した交響曲第3番『オルガン付き』でマエストーソ部の主要主題の最初の箇所にも直接用いられた。後者の例はサン＝サーンスの楽曲中でも有数の知名度を誇る作品で最も耳に残りやすい部分で登場するため、現代のポピュラー音楽にも引用例がある。にもかかわらず、サン＝サーンスは本作自体には批判を行っており、『The Catholic Choirmaster』に印刷された書簡には次のように書かれている。
韻律の欠陥から私はいつもこの作品の真贋に疑いの目を向けていた。というのも、古い作品は常に韻律の観点からは完璧に書かれているものだからである。であるから、ディーチュから彼自身が名高い『アヴェ・マリア』の作曲者であり、曲の名声が詐欺によって得られたものだと聞いて（中略）私は驚いたのだ。